# NS3 (VHC)

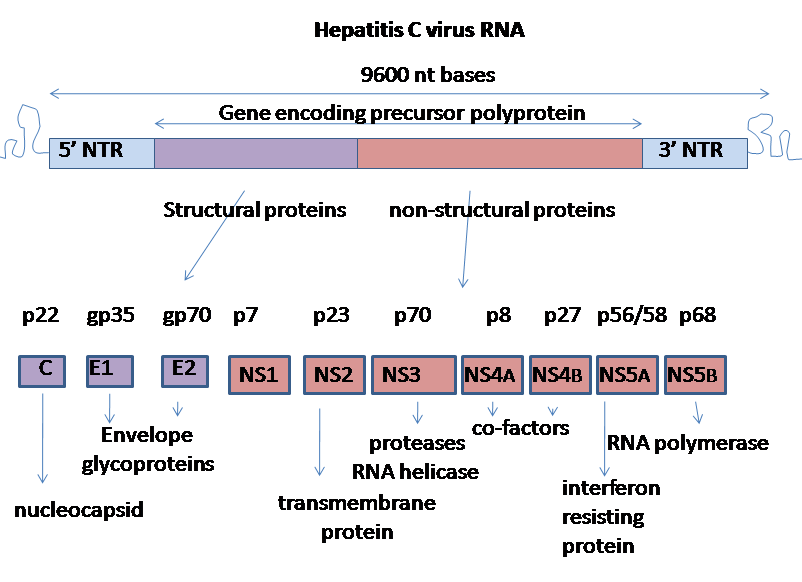
Estructura de la proteína NS3

NS3, también conocida como p-70, es una proteína no estructura del virus de la hepatitis C Es una proteína de unos 70 KDa, Posee dos funciones principales. En su extremo N-terminal podemos encontrar el dominio de unión de zinc de la autoproteasa, además de una serina proteasa implicada en el procesamiento de las proteínas no estructurales. Por otra parte, el dominio C-terminal se encuentra la actividad helicasa capaz de actuar sobre ARN o ADN.  La activación de la actividad ARN helicasa ocurre después de la interacción de NS3 con la ARN polimerasa ARN dependiente. Aunque el dominio N-terminal de NS3 tiene actividad catalítica independiente se requiere como cofactor NS4. El complejo NS3/NS4A es capaz de inhibir genes inducibles por ácido retinoico (RIG-I), el TLR3 y la ruta de señalización de activación de interferones (IFN-α y IFN-β) al cortar las proteínas celulares MAVS (Proteína de señalización antiviral asociada a mitocondrias) y TRIF (Dominio receptor Toll/interleucina 1 que contiene el adaptador de inducción de IFN-β). Por tanto, el complejo NS3/NS4A está implicado en el escape del sistema inmune del huésped. Esto, unido a la importancia que muestra en el desarrollo del ciclo vital, hace de NS3/4A una de las principales dianas terapéuticas.

## Mecanismo de acción de los inhibidores
Los inhibidores de NS3/4A actúan siguiendo el principio de inhibición por producto final en el que la acción de la proteasa genera un péptido que actúa inhibiendo a la enzima. Los inhibidores de NS3/4A actúan mimetizando este producto final y por eso son llamados péptido miméticos. Químicamente, se pueden dividir en 3 categorías. La primera, péptido miméticos lineares con un grupo α-cetoamida que se une covalentemente al sitio activo. La siguiente categoría son los inhibidores péptido miméticos no lineares no covalentes y la última categoría los péptido miméticos macrocilíclicos no covalentes.  El sitio activo de NS3/4A es una ranura compuesta por tres residuos aminoacídicos muy conservados (tríada catalítica). Esto explica por qué estos inhibidores despliegan una alta eficacia antiviral pero poseen una baja barrera para el desarrollo de resistencias

## Inhibidores actuales frente a NS3
- Boceprevir
- Grazoprevir
- Paritaprevir
- Simeprevir
- Telaprevir